# Записки Рикки Маккормика
Записки Рикки Маккормика — два рукописных документа, принадлежавших Рикки Маккормику (англ. Ricky McCormick), убитому неизвестным лицом или группой лиц, найденные в кармане его брюк при обнаружении тела 30 июня 1999 года. Записки, судя по всему, содержали закодированное сообщение, однако все попытки криптоаналитиков ФБР и Американской Криптоаналитической организации расшифровать их не привели к успеху. 29 марта 2011 года ФБР обратилось к общественности с просьбой оказать помощь следствию путём предложения собственных версий расшифровки записок.

## Обстоятельства убийства
Рикки Маккормик, 41 год, был безработным американцем с неоконченным средним образованием, периодически проживавшим по трём адресам — в Сент-Луисе (Миссури), Белвилл (Иллинойс) и Фэрвью Хайтс (Иллинойс). По информации, опубликованной в 1999 году в газете St. Louis Post-Dispatch, страдал хроническими заболеваниями сердечно-сосудистой и дыхательной систем. Не был женат, однако являлся отцом по крайней мере четырёх детей. Неоднократно привлекался к уголовной ответственности, в том числе по статье за половую связь с несовершеннолетними. Проживал на пособие по инвалидности.
Тело погибшего было обнаружено 30 июня 1999 года на кукурузном поле человеком, ехавшим по просёлочной дороге рядом с шоссе 367 недалеко от города Вест Элтон  в штате Миссури. Каким образом Маккормик, не имевший собственного автомобиля, оказался в 15 милях от своего постоянного места проживания на территории, которая не была связана с ближайшим населенным пунктом общественным транспортом, так и осталось невыясненным. На момент обнаружения тело погибшего уже подверглось изменениям в результате начавшегося процесса разложения. Причина смерти так и не была выяснена, однако полиция была уверена в том, что это не было убийством, поскольку не смогла найти возможные мотивы. Последним местом, где Маккормика видели живым пятью днями ранее, была больница St. Louis Forest Park, в которой он проходил плановый медицинский осмотр.

## Обнаруженные записки
Новостные сообщения, опубликованные в 1999 году, не содержали никакой информации о найденных зашифрованных записках. Данные об этом были обнародованы лишь спустя 12 лет, когда ФБР интерпретировала данную смерть как убийство.
| Записка № 1 | Записка № 2 |

Обе записки содержали непонятный текст, состоящий из нагромождения букв и цифр с периодическим включением скобок. Следователи полагают, что они были написаны приблизительно за три дня до убийства. По мнению ФБР, записки могут содержать информацию об убийце Маккормика. Так, руководитель группы криптоанализа ФБР Дэн Олсон заявил:

«Взлом шифра может помочь нам раскрыть информацию о возможном местонахождении погибшего перед смертью, что может привести нас к раскрытию этого убийства».

По словам родственников Маккормика, погибший использовал подобную технику кодирования сообщений ещё с детства, но, к сожалению, никто из них не знал ключа к этому шифру.
Все попытки расшифровки текста ни к чему не привели, и вскоре ФБР через свой сайт обратилась за помощью ко всем желающим помочь разобраться с расшифровкой сообщения. Вскоре было получено огромное количество различных версий интерпретаций загадочных записок, что вынудило ФБР создать отдельный сайт, на который все желающие могут присылать свои варианты расшифровок сообщения Маккормика.